# Jens Lundqvist
Jens Mikael Lundqvist (ur. 29 sierpnia 1979 w Gävle) – szwedzki tenisista stołowy, olimpijczyk, medalista mistrzostw Europy, zawodnik Vaillante Angers.

## Życiorys

### Kariera turniejowa
Dwukrotnie był młodzieżowym mistrzem Europy w kategorii wiekowej kadetów. Był członkiem kadry narodowej Szwecji, która w 2002 zdobyła złoty, a w 2003 brązowy medal mistrzostw Europy. W 2010 zdobył brązowy medal mistrzostw Europy w grze podwójnej w parze z Pärem Gerellem. Z drużyną narodową zaś ponownie zdobył medale: w 2011 medal srebrny, a w 2014 medal brązowy.
Dwukrotnie uczestniczył w igrzyskach olimpijskich, zajmując za każdym razem z reprezentacją Szwecji dziewiąte miejsce w turnieju drużyn narodowych.
Jest dziewięciokrotnym mistrzem Szwecji – 4 razy wygrywał w grze pojedynczej, a 5 razy w grze podwójnej.

### Kariera klubowa
Jego pierwszym klubem był Valbo AIF. Następnie został zawodnikiem Söderhamns UIF, w barwach którego w wieku 16 lat zadebiutował w szwedzkiej ekstraklasie. W 2001 został zawodnikiem TTC Frickenhausen, gdzie występował do 2006. W latach 2006–2007 był zawodnikiem TTF Liebherr Ochsenhausen, a w latach 2007–2009 Vaillante Angers. Następnie został zawodnikiem Werderu Bremen, skąd odszedł do Vaillante Angers.

## Sukcesy

### Sukcesy turniejowe
Na podstawie.

#### Mistrzostwa Europy
- 2013 – brązowy medal (drużynowo)
- 2011 – srebrny medal (drużynowo)
- 2010 – brązowy medal (gra podwójna)
- 2003 – brązowy medal (drużynowo)
- 2002 – brązowy medal (drużynowo)

### Sukcesy klubowe
- 2001 – mistrzostwo Szwecji (jako zawodnik Söderhamns UIF)[11]
- 2000 – wicemistrzostwo Szwecji (jako zawodnik Söderhamns UIF)[12]